# New Idria
Koordinati:   36°25′01″N, 120°40′24″W
New Idria (dobesedno Nova Idrija) je zapuščen rudarski kraj v kalifornijskem okrožju San Benito (ZDA).
Na mestu sedanjega naselja so leta 1854 odkrili bogata najdišča cinabarita (živosrebrne rude). Ob rudniku, ki je dobil ime New Idria (Nova Idrija) po slovenski Idriji (takrat še del Avstrijskega cesarstva), je zraslo naselje z istim imenom. Kljub težko dostopnemu območju se je število prebivalcev New Idrie zaradi rudarjenja hitro povečevalo in je do leta 1880 naraslo že na več kot 3000 prebivalcev. Prebivalstvo so poleg rudarjev in njihovih družin sestavljali tudi trgovci, naselje pa je imelo tudi cerkev, šolo, pošto in celo zdravnika.
Rudnik so zaprli leta 1972, do danes je ohranjenih okoli 100 stavb, ki pa propadajo zaradi vandalizma.
V decembru 2003 je Pošta Slovenije počastila 150-letnico novoidrijskega rudnika s priložnostnim poštnim žigom na pošti 5280 Idrija.